# Lincoln Park (Michigan)
Lincoln Park ist eine Stadt in Wayne County in Michigan, Vereinigte Staaten mit einer Fläche von 15,2 km². Das U.S. Census Bureau hat bei der Volkszählung 2020 eine Einwohnerzahl von 40.245 ermittelt. 
Die Stadt liegt in einem Gebiet, das als Downriver bekannt ist. Das Gebiet wurde ursprünglich von Potawatomi-Indianern bewohnt, die das Land an den französischen Siedler Pierre St. Cosme 1776 abtraten. Die Stadt ist als Schlafzimmer-Gemeinde bekannt, die vorwiegend von Arbeitern der Autometropole Detroit bewohnt wird und die dort arbeiten. In der Stadt gibt es keine nennenswerte Industrie.

## Geographie
Laut dem United States Census Bureau hat die Stadt eine Landfläche von 15,2 km2. Die Stadt wird vom nördlichen und südlichen Arm des Ecorse durchflossen, die sich kurz vor dem Verlassen der Stadt vereinigen.
Lincoln Park grenzt an die Städte Detroit, Allen Park, Melvindale, Ecorse, Wyandotte und Southgate.

## Geschichte

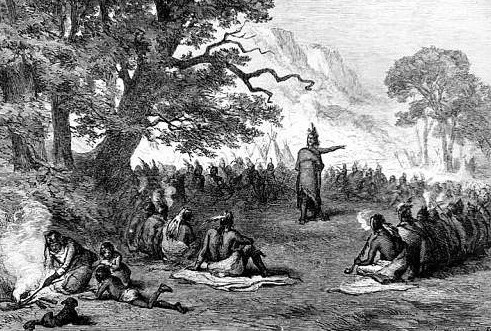
Pontiac Verschwörung

Lange vor der Gründung von Lincoln Park gab es auf dem Gebiet der heutigen Stadt einen entscheiden Kriegsrat während des Pontiac-Aufstands. Am 27. April 1763 versammelte sich dort ein Rat verschiedener Indianerstämme der Detroit-Region. Der Häuptling Pontiac schlug dort vor, am 9. Mai einen Überraschungsangriff auf Fort Detroit zu wagen. Die Gegend ist heute bekannt als Council Point Park und ein Gedenkstein erinnert an die historische Versammlung.
Lincoln Park erregte 1999 Aufmerksamkeit als eine neue Kleiderordnung für Schulen verabschiedet wurde, um Gangsymbole und -farben zu verbannen. Unter den verboten Symbolen befanden sich auch Symbole wie das Pentagramm, das auch in der Gothic-Mode weite Verbreitung fand. Die Entscheidung führte zu Spannungen zwischen der Verwaltung und den Schülern und Lehrern, die die Maßnahmen für überzogen hielten, da das Gangwesen bereits in den 1980er Jahren weitestgehend zurückgedrängt wurde. Durch anhaltende Kritik der Medien und Prozesse wurde das Gesetz formlos zurückgezogen.

## Demografische Daten
Im Jahr 2000 waren 44.008 Menschen, 16.204 Haushalte und 10.581 Familien gemeldet. 93,26 % sind Weiße, 2,06 % Afroamerikaner, 0,53 % Ureinwohner, 0,51 % Asiaten, 1,82 % Andere Rassen, 1,81 % Mischlinge, 6,93 % Hispanics oder Latinos.
24,3 % der Bevölkerung sind unter 18 Jahre alt. 18–64 sind 61,6 % der Bevölkerung. 14,1 % sind schon seit über 65 Jahren auf dieser Welt. Das Durchschnittsalter beträgt 36 Jahre. Auf Hundert Frauen kommen 95,7 Männer. 93,7 Männer kommen auf Frauen über 18 Jahre.
Das durchschnittliche Haushaltseinkommen betrug 42515 US-Dollar, das mittlere Einkommen einer Familie 49747 US-Dollar. Das Pro-Kopf-Einkommen betrug 20140 US-Dollar.

## Bildungssystem
Das städtische Bildungssystem wird durch die Lincoln Park Public School Verwaltung gesteuert und dient hauptsächlich der Versorgung der 9700 Einwohner unter 18 Jahren. In der Stadt gibt es eine High School, eine Middle School und acht Grundschulen.